# ザ・レディ・イズ・ア・トランプ
「ザ・レディ・イズ・ア・トランプ」 (The Lady Is a Tramp) は、ミュージカル『青春一座』のため、1937年にロレンツ・ハートの作詞、リチャード・ロジャースの作曲によって書かれたショー・チューンである。

## 概要
様々なミュージシャンにカバーされており、ポップ・ミュージックやジャズのスタンダード・ナンバーとして知られている。原題をそのまま日本語に置き換えた「ザ・レディ・イズ・ア・トランプ」や「気まぐれレディー」、「レディは気まぐれ」など複数の日本語訳題が付けられている。

## カバーしたアーティスト
- アニタ・オデイ - The Lady Is A Tramp（1952）
- エラ・フィッツジェラルド - The Lady Is A Tramp
- フランク・シナトラ - The Lady Is A Tramp（1957、ミュージカル映画『夜の豹』など）
- トニー・ベネット - The Lady Is A Tramp（1992年）
- フランク・シナトラ - The Lady Is A Tramp with Luther Vandross（1993年）
- 3 VIEWS（vo.吉田美和） - メドレー／ザ・レディ・イズ・ア・トランプ～イッツ・ビーン・ア・ロング・ロング・タイム～イッツ・オンリー・ア・ペイパー・ムーン（2000年11月8日）
- 東京事変 - その淑女ふしだらにつき（2004年9月8日）
- トニー・ベネット - The Lady Is A Tramp duet with LADY GAGA（2011年11月5日）